# 线苞黄耆
线苞黄耆（学名：Astragalus pastorius var. linearibracteatus）为豆科黄耆属下的一个变种。

## 扩展阅读
- 維基物種上的相關：线苞黄耆